# Jørgen Møllekær
Jørgen Møllekær (født Keuchel; 21. august 1964 i Flensborg) er tidligere chefredaktør på Flensborg Avis.

## Uddannelse
Han er student fra Duborg-Skolen i Flensborg 1984 og gjorde fra 1984 til 1986 tysk militærtjeneste som telegrafist.[kilde mangler] Fra 1986 til 1987 var han ansat som journalistvolontør på Flensborg Avis. Uddannet journalist på Journalisthøjskolen i 1991. I 2013 færdiggjorde Jørgen Møllekær en masteruddannelse i redaktionel ledelse ved Syddansk Universitet.

## Karriere
Efter uddannelsen som journalist blev Jørgen Møllekær i 1991 ansat som reporter og redaktionssekretær på Flensborg Avis. Fra 1991 til 1993 var han politisk reporter på Berlingske Tidende på avisens redaktion på Christiansborg. Fra 1993 til 1996 var han reporter på TV2 Nyhederne. Fra 1996 til 1999 var han indlandskorrespondent på DR TV Avisen i Odense. Fra 1999 til 2002 nyhedsredaktør på TV Syd.
Fra 2002 til 2008 nyhedschef og medlem af ledelsen på TV 2/Fyn. 2008 til 2009 pressechef ved Energinet.dk. 2009 til 2010 vikar som nyhedsredaktør på TV Øst. Fra 2010 til 2013 produktchef hos CompuSoft i Odense. Fra 2013 chefredaktør på Flensborg Avis.
Jørgen Møllekær stoppede som chefredaktør på Flensborg Avis med udgangen af juni 2023. Ifølge Mediawatch var ønsket om en ny strategi samt trivselsproblemer blandt de redaktionelle medarbejdere årsag til, at kontrakten ikke blev forlænget.
Journalisternes fagblad Journalisten beskrev i foråret 2023 Flensborg Avis' trivselsmåling . I trivselsmålingens opsummering hed det, at »ledelsen ofte blev beskrevet som fraværende i det daglige, særligt i ydertimerne. Der er et udtalt ønske om en ledelse, der er mere synlig i hverdagen og til stede, indtil lyset slukkes (særligt når store begivenheder står på)«.
Fratrædelsen kom efter, at Jørgen Møllekær tilbage i marts 2023 blev sygemeldt efter et ildebefindende.
I 2024 forlod Jørgen Møllekær journalistikken for at blive ansat som lærer på AS Friskole og Naturbørnehave ved Juelsminde. 